# Ольга Федорівна (велика княгиня)
Велика княгиня О́льга Фе́дорівна, при народженні Цецилія Августа, принцеса і маркграфиня Баденська (20 вересня 1839, Карлсруе — 12 квітня 1891, Харків) — дружина великого князя Михайла Миколайовича Романова.

## Життєпис
Народилася в родині великого герцога Баденського Леопольда і його дружини Софії Вільгельміни. Виховувалась у суворих умовах. Здобула домашню освіту.
У серпні 1857 року стала дружиною великого князя Михайла Миколайовича, молодшого сина російського імператора Миколи I. Прийнявши православ'я, отримала ім'я Ольги Федорівни і титул великої княгині. Велика княгиня Ольга Федорівна присвятила себе турботі про сім'ю та вихованню дітей.
У 1862 році разом з чоловіком переїхала на Кавказ, у Тифліс, де провела майже 20 років, займаючись благодійністю.
У 1881 році разом з сім'єю повернулася у Санкт-Петербург.
Несподівано померла від раптового серцевого нападу, що стався під час перебування у Харкові. Похована в Санкт-Петербурзі у Великій усипальниці собору Святих першоверховних апостолів Петра і Павла.

## Благодійність
Не обіймаючи офіційно жодних державних посад, велика княгиня займалася благодійницькою діяльністю, витрачаючи переважно власні кошти.
Вже за рік по переїзді на Кавказ, під опікою Ольги Федорівни була утворена Рада товариства Святої Ніни, в якому вона стала головою. Благодійне товариство дбало про виховання й освіту дівчаток по всьому Кавказу. Особлива увага приділялася дітям з бідних сімей і сиротам, які мали можливість навчатися в початковій школі, а багато і продовжити освіту коштом товариства. Крім того, Ольга Федорівна стала августійшою покровителькою Товариства поширення християнства.
Зусиллями Ольги Федорівни у 1865 році в Тифлісі відкрилася перша на Кавказі жіноча гімназія, яка отримала згодом ім'я великої княгині — Ольгинська. Згодом відкрилася прогімназія. За кілька років чисельність учениць в цих навчальних закладах сягала тисячі. Гімназія утримувалась коштом великої княгині Ольги Федорівни. За навчання дівчат із заможних сімей стягувалася плата у 150 карбованців на рік, тоді як дівчата з бідних сімей, при хорошій успішності і поведінці, звільнялися від плати і навіть отримували стипендію.
На початку 1870-х років відкрився Закавказький Ольгинський повивальний інститут, який також перебував під августійшим заступництвом Ольги Федорівни.
У 1877 році, з початком російсько-турецької війни, велика княгиня взяла на себе турботи про мобілізованих і поранених солдатів. Вона стала покровителькою Товариства Червоного Хреста на Кавказі.
У 1878 році зусиллями великої княгині Ольги Федорівни в Тифлісі відкрився ще один навчальний заклад — 2-га великої княгині Ольги Федорівни жіноча гімназія.

## Родина
Чоловік — Михайло Миколайович (Романов), великий князь
Діти:
- Микола (1859—1919),
- Анастасія (1860—1922),
- Михайло (1861—1929),
- Георгій (1863—1919),
- Олександр (1866—1933),
- Сергій (1869—1918) та
- Олексій (1875—1895).